# Monóxido de dicarbono
El monóxido de dicarbono (C2O) es una molécula extremadamente reactiva que contiene dos átomos de carbono y uno de oxígeno, unidos por un enlace covalente, es un producto de la fotólisis del subóxido de carbono. Está estrechamente relacionado con las emisiones de CO, CO2 y C3O2, y otros óxidos de carbonos.
C3O2  → CO  + C2O
Es lo suficientemente estable como para observar las reacciones con NO y NO2.